# 苏维埃-乌克兰战争
苏维埃-乌克兰战争（乌苏战争、苏乌战争）是1917年至1922年间，乌克兰人民共和国与苏维埃俄国之间的一场战争，是乌克兰独立战争的一部分。战争始于十月革命后，布尔什维克领导人列宁派弗拉基米爾·安東諾夫-奧弗申柯前往南俄罗斯和乌克兰作战。乌克兰一方的领导人为西蒙·彼得留拉。苏联历史学家认为布尔什维克在此次战争中将乌克兰从“西方势力”和波兰手中“解放”出来，而现代乌克兰历史学家则认为这是一场失败的民族独立战争。